# Prinses Josephine Charlottepark
Het Prinses Josephine Charlottepark is een park in het centrum van de Oost-Vlaamse stad Lokeren. Het park is genoemd naar de overleden prinses van België, Josephine Charlotte van België.
In het park zijn diverse beelden te zien, zoals Meisje aan de waterkant van Roger Bracke, een fontein met beeldengroep door Jos De Decker en een assemblage genaamd Al de dingen door Paul van Gysegem.
Het Prinses Josephine Charlottepark ligt volledig aan de Durme.

## Geschiedenis

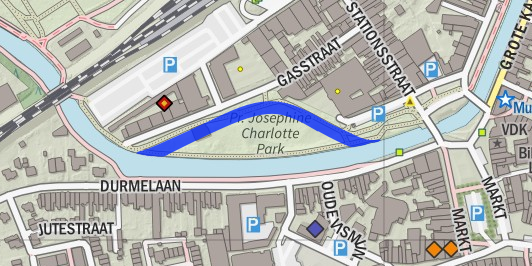
Oude Durme bocht (donkerblauw)

Cartografisch gezien gaat de noordelijke grens van het park in een bocht, van het einde van de Gasstraat tot aan het einde van de Prosper Thuysbaertlaan. Dit komt omdat het park is gevestigd tussen een (gedempte) Durmebocht en het kanaliseerde stuk van de rivier.
Het park kreeg dus maar geleidelijk aan haar huidige contouren, waarbij de uitbreiding van het stadscentrum door het aanleggen van het spoorwegstation in de negentiende eeuw een grote rol heeft gespeeld.